# 第21軍 (日本陸軍)
第21軍為大日本帝國陸軍之一軍。昭和13年（1938年）9月19日編制成大本營直轄軍。
編成後馬上出動廣東攻略戰之任務，塩澤幸一海軍中將指揮之第5艦隊進行支援、10月12日第18師團與第104師團從大亞灣奇襲登陸，10月13日司令部登陸，10月21日部隊進入廣州城。第5師團進一步向珠江方向遡行，11月2日進入佛山附近，11月初終於控制主要的區域。
之後進行附近地區的掃蕩作戰，幾乎控制整個廣東地區，昭和14年（1939年）9月23日編入支那派遣軍的作戰序列，昭和15年（1940年）2月9日廢軍。

## 基本情報
- 通稱號：波
- 編成時期：昭和13年（1938年）9月19日
- 廢止時期：昭和15年（1940年）2月9日
- 廢止時之上級部隊：支那派遣軍
- 最終位置：廣東

## 第21軍人事

### 司令官
- 古莊幹郎中將（陸士14期：昭和13年9月8日～昭和13年11月9日）
- 安藤利吉中將（陸士16期：昭和13年11月9日～昭和15年2月9日）

### 參謀長
- 田中久一少將（陸士22期：昭和13年9月8日～昭和14年8月1日）
- 土桥勇逸少將（陸士24期：昭和14年8月1日～昭和14年12月1日）
- 根本博少將（陸士23期：昭和14年12月1日～昭和15年2月9日）

### 參謀副長
- 藤室良輔大佐（陸士27期：昭和13年9月8日～昭和14年3月9日）
- 佐藤賢了大佐（陸士29期：昭和14年3月9日～昭和15年2月9日）

## 廢止時之隷下部隊
- 第5師團
- 第18師團
- 第38師團
- 第104師團
- 第106師團
- 第48師團
- 近衛混成旅團

## 關連項目
- 軍事單位
- 大日本帝國陸軍師團列表
- 大日本帝國陸軍飛行戰隊列表
- 大日本帝國海軍航空隊列表
- 第7艦隊

## 外部連結
- Wendel, Marcus. . Japanese 21st Army(第21軍 (日本陸軍)).   [2008-03-27]. （原始内容存档于2020-04-03）.
- 帝國陸軍～その制度と人事～
- 日本陸海軍事典